# Karcsay Sándor
Karcsay Sándor (Alexander Karcsay) (Budapest, 1915. október 5. – Budapest, 1999. október 10.) magyar jogász, politikus, országgyűlési képviselő.

## Életpályája

### Iskolái
1933-ban érettségizett a keszthelyi premontrei gimnáziumban. 1938-ban a Pázmány Péter Tudományegyetemen jogtudományi doktori diplomát szerzett. 1943-ban egységes bírói és ügyvédi vizsgát tett.

### Pályafutása
1938–1943 között a Kincstári Jogügyi Igazgatóság gyakornoka, aljegyzője és titkára volt. 1943–1944 között az Igazságügyi Minisztérium Elnöki Osztályának teljesített szolgálatot, mint a budapesti törvényszék bírája. 1944-ben a nyilas hatalomátvétel után elbocsátották állásából. 1945-ben ismét az Igazságügyi Minisztériumban szolgált. 1945–1946 között a Belügyminisztérium Törvény-előkészítő Osztályának munkatársa és osztálytanácsosa volt. 1946–1949 között a Belügyminisztérium Közszolgálati és Tanulmányi Osztályának vezetőjeként dolgozott. 1949-ben nyugállományba helyezték. 1949–1950 között az Állami Biztosító ügynöke volt. 1950–1967 között az Országos Fordító és Fordításhitelesítő Iroda (OFFI) szakfordítója és lektora, 1967–1977 között az OFFI igazgatóhelyettese, 1978–1990 között nyugdíjas jogi szakszerkesztője volt. 1975-től a Magyar Nyelvtudományi Társaság tagja volt. 1985-től az Újfilológiai Társaság tagja volt.

### Politikai pályafutása
1946–1948 között a Barankovics István vezette Demokrata Néppárt tagja és aktivistája volt. 1988-tól a Márton Áron Társaság tagja volt. 1989-ben a Demokrata Néppárt utódjaként életre hívott Kereszténydemokrata Néppárt alapító tagja volt. 1989–1994 között a Közép-európai Keresztény-demokrata Pártok Uniójának (UCDEC) elnöke és a Keresztény-demokrata Internacionálé alelnöke volt. 1990–1994 között országgyűlési képviselő (KDNP) volt. 1990–1994 között a Külügyi bizottság tagja volt. 1992–1994 között az Európai Közösségi Ügyek Bizottságának tagja volt.

### Munkássága
1945 után feladata az új ún. alkalmassági vizsgák és tanfolyamok megszervezése a közigazgatás új dolgozói számára; ehhez több tankönyvet, tanfolyami jegyzetet írt és szerkesztett. Szerkesztőként a jogi szaknyelv vizsgálatával, szakfordítási elméleti kérdésekkel foglalkozott. Munkája a német–magyar, illetve a magyar–német jogi és államigazgatási szakszótár. Feldolgozta a hivatalos magyar fordítás történetét. Angolul, németül, franciául és oroszul írt és olvasott.

## Családja
Szülei: Karcsay Sándor (?-1917) orvos, honvéd főtörzsorvos és Harangozó Erzsébet hadiözvegy tanítónő voltak. Testvére: Karcsay Erzsébet (1911–1989) tanítónő volt. 1943-ben házasságot kötött Faber Erzsébet fordítóval.

## Művei
- A keszthelyi premontrei rendi r. k. reálgimnázium 79. sz. Festetics Cserkészcsapatának története (Keszthely, 1932)
- A belga közigazgatási reform. – Az Anschluss jogi vonatkozásai (Közigazgatástudomány, 1938)
- Az Anschluss közvetlen hatásai alkotmány- és közigazgatásjogi vonatkozásban. – A köztisztviselők kiválasztása Belgiumban (Közigazgatástudomány, 1939)
- A közszolgálati alkalmazottak kiválasztása (Dolgozatok a közigazgatási reform köréből) (Budapest, 1940)
- Az önkormányzati testületek kárpótlási vagyona. – A határozathozatal kötelessége újabb jogfejlődésünkben. – A német tisztviselőtörvény alapelvei (Közigazgatástudomány, 1941)
- A német közszolgálati jog (Benárd Auréllal; az előszót írta Magyary Zoltán. (A Magyar Közigazgatástudományi Intézet kiadványai. 37. Budapest, 1942)
- Minősítés az igazságügyi közszolgálatban (Közigazgatástudomány, 1943)
- A politikai demokrácia kérdései (Kereszténység és demokrácia) (Budapest, 1946)
- Magyarország közigazgatása. Csizmadia Andorral. (A Közszolgálat Könyvei. 1. Budapest, 1946)
- A Közszolgálat Könyvei sorozat (szerkesztő; Beér Jánossal, I–VII. kötet. Budapest, 1946–1948)
- Általános tudnivalók a gazdaképző iskolák számára (Pálinkás Istvánnal; A Földművelésügyi Minisztérium kiadványa; Budapest, 1947)
- Az országgyűlési képviselőválasztás szabályai (Összeállította; Budapest, 1947)
- A békeszerződés és az állampolgársági jog (Jogászegyleti Szemle, 1947)
- Jogi ismeretek a kereskedelmi középiskolák számára (Tankönyvpótló jegyzet; Budapest, 1948)
- A Közalkalmazottak Szakszervezetének története (Budapest, 1965)
- A százesztendős fordítóiroda. A hivatalos magyar fordítás száz évének története (Tardy Lajossal; A bevezetést írta: Merényi Imre (Az OFFI kiadványa; Budapest, 1969)
- Az OFFI működése és munkatapasztalatai (Tudományos és Műszaki Tájékoztatás, 1974)
- Jogi szaknyelv – jogi fordítás (A szakfordítás és a közélet. Az OFFI kiadványa; Budapest, 1975)
- A fordítók nemzetközi szervezete a fordításügy szolgálatában (Tudományos és Műszaki Tájékoztatás, 1975)
- A társadalomtudományi és a műszaki-természettudományi szövegek fordításának elméleti és módszertani eltérései és a jogi fordítások követelményei (Tudományos és Műszaki Tájékoztatás, 1976)
- Szaknyelveinkről és többjelentésű szavainkról (Magyar Nyelvőr, 1977)
- A tudományos-műszaki fejlesztés és a szaknyelvek (Műszaki Élet, 1977)
- Az idegen szavak és a fordítás (Magyar Tudomány, 1977)
- A jogi fordítás sajátos nehézségei a német nyelvterületen (Az Igazságügyi Minisztérium Tájékoztatója, 1977)
- Szakszöveg – szakfordítás (Tudományos és Műszaki Tájékoztatás, 1978)
- Jog és nyelv (Jogtudományi Közlöny, 1981)
- A jogi fordítás és alapkérdései (Helikon, 1986)
- A kereszténydemokraták külpolitikai koncepciója (Külpolitika, 1989)
- A magyar állami fordításügy 130 esztendeje. 1869–1949–1999 (Tardy Lajossal és Szappanos Gézával; Az előszót írta Dávid Ibolya; Az OFFI kiadványa. Budapest, 1999)

### Lexikográfiai művei és szótárai
- Jogi szócikkek a Révai Kislexikonban (Budapest, 1947)
- Német–magyar jogi és államigazgatási szótár. – Deutsch–ungarisches Wörterbuch der Rechts- und Verwaltungssprache (Szerkesztette; Budapest, 1960; 2. bővített kiadás: 1963)
- Magyar–német jogi és államigazgatási szótár. – Deutsch–ungarisches Wörterbuch der Rechts- und Verwaltungssprache (Szerkesztette; Budapest, 1960; 2. bővített kiadás: 1963 és 1969)
- Német–magyar jogi és államigazgatási szótár. – Deutsch–ungarisches Wörterbuch der Rechts- und Verwaltungssprache (Szerkesztette; Budapest–München, 1972)
- Konferenciaszótár. Küldöttek és tolmácsok kézikönyve. Magyar függelékkel. A magyar részt szerkesztette: Karcsay Sándor (Budapest–Amszterdam, 1976; 2. átdolgozott és bővített kiadás: 1980)
- Wörterbuch der Rechts- und Wirtschaftssprache. I–II. kötet (szerkesztette: Décsi Gyulával; Budapest, 1985–1990)
- Német–magyar jogi szakszótár (szerkesztette; Budapest, 1993)
- Magyar–német jogi szakszótár (szerkesztette; Budapest, 1996)

### Szakfordításai
- Alekszandr Ivanovics Kasirin: Fémforgácsolás gyorsacéllal. Egyszerszámos megmunkálás. (A Szovjet Szerszámgépipari Minisztérium kiadványa. Budapest, 1952)
- Zinyin, M. V.: Fogaskerék-megmunkáló gépek (Budapest, 1952)
- Vorobjev, N. V.: Lánchajtások (Budapest, 1953)
- Réczei László: Internationales Privatrecht. Réczei László: Nemzetközi magánjog című könyvét németre fordította: Karcsay Sándor (Budapest, 1960)
- Strafgesetzbuch der Ungarischen Volksrepublik. – A Magyar Népköztársaság büntetőtörvénykönyve. Németre fordította: Karcsay Sándor (Budapest, 1963)

## Díjai
- a Munka Érdemrend ezüst fokozata (1969)